# Стірлінг (Альберта)
Стірлінг (англ. Stirling) — село в Канаді, у провінції Альберта, у складі муніципального району Ворнер № 5.

## Населення
За даними перепису 2016 року, село нараховувало 978 осіб, показавши скорочення на 10,3%, порівняно з 2011-м роком. Середня густина населення становила 360,4 осіб/км².
З офіційних мов обидвома одночасно володіли 30 жителів, тільки англійською — 935, а 10 — жодною з них. Усього 75 осіб вважали рідною мовою не одну з офіційних.
Працездатне населення становило 380 осіб (55,5% усього населення), рівень безробіття — 3,9% (0% серед чоловіків та 6,1% серед жінок). 85,5% осіб були найманими працівниками, а 14,5% — самозайнятими.
Середній дохід на особу становив $48 425 (медіана $33 024), при цьому для чоловіків — $73 499, а для жінок $23 687 (медіани — $48 960 та $21 600 відповідно).
30,7% мешканців мали закінчену шкільну освіту, не мали закінченої шкільної освіти — 19%, 49,6% мали післяшкільну освіту, з яких 25% мали диплом бакалавра, або вищий.
| Статево-вікова структура населення | Статево-вікова структура населення | Статево-вікова структура населення | Статево-вікова структура населення | Статево-вікова структура населення |
| ---------------------------------- | ---------------------------------- | ---------------------------------- | ---------------------------------- | ---------------------------------- |
|                                    |                                    |                                    |                                    |                                    |
| Всього                             | Всього                             | 50,5%49,5%                         |                                    |                                    |
| 0 — 14 років                       | 0 — 14 років                       |                                    | 28,6%                              | 28,6%                              |
| 15 — 64 років                      | 15 — 64 років                      |                                    | 58,2%                              | 58,2%                              |
| 65 і більше                        | 65 і більше                        |                                    | 13,3%                              | 13,3%                              |
| 85 і більше                        | 85 і більше                        |                                    | 0,5%                               | 0,5%                               |
| Середній вік (років)               | Середній вік (років)               | 34,035,5                           | 34,7                               | 34,7                               |
| Медіана (років)                    | Медіана (років)                    | 33,134,8                           | 34,1                               | 34,1                               |
| — чоловіки — жінки                 |                                    |                                    |                                    |                                    |

| Походження мешканців:     | Походження мешканців:     | Походження мешканців: | Походження мешканців: | Походження мешканців: |
| ------------------------- | ------------------------- | --------------------- | --------------------- | --------------------- |
| Походження                |                           |                       | осіб                  | %                     |
| Корінні американці        | Корінні американці        |                       | 50                    | 5.1%                  |
| Інше північноамериканське | Інше північноамериканське |                       | 400                   | 40.82%                |
| Європейське               | Європейське               |                       | 825                   | 84.18%                |
| британське                | британське                |                       | 645                   | 65.82%                |
| французьке                | французьке                |                       | 65                    | 6.63%                 |
| українське                | українське                |                       | 45                    | 4.59%                 |
| Латинськоамериканське     | Латинськоамериканське     |                       | 35                    | 3.57%                 |
| Океанійське               | Океанійське               |                       | 10                    | 1.02%                 |

| Зайнятість населення за галузями (за класифікацією NOC): | Зайнятість населення за галузями (за класифікацією NOC): | Зайнятість населення за галузями (за класифікацією NOC): | Зайнятість населення за галузями (за класифікацією NOC): | Зайнятість населення за галузями (за класифікацією NOC): |
| -------------------------------------------------------- | -------------------------------------------------------- | -------------------------------------------------------- | -------------------------------------------------------- | -------------------------------------------------------- |
|                                                          |                                                          |                                                          |                                                          |                                                          |
| Управління                                               | Управління                                               |                                                          | 10,5%                                                    | 10,5%                                                    |
| Бізнес, фінанси та адміністрування                       | Бізнес, фінанси та адміністрування                       |                                                          | 10,5%                                                    | 10,5%                                                    |
| Природничі та прикладні науки                            | Природничі та прикладні науки                            |                                                          | 2,6%                                                     | 2,6%                                                     |
| Охорона здоров'я                                         | Охорона здоров'я                                         |                                                          | 9,2%                                                     | 9,2%                                                     |
| Освіта, правозахист, муніципальні та урядові служби      | Освіта, правозахист, муніципальні та урядові служби      |                                                          | 17,1%                                                    | 17,1%                                                    |
| Мистецтво, культура, відпочинок та спорт                 | Мистецтво, культура, відпочинок та спорт                 |                                                          | 3,9%                                                     | 3,9%                                                     |
| Роздрібна торгівля та послуги                            | Роздрібна торгівля та послуги                            |                                                          | 14,5%                                                    | 14,5%                                                    |
| Гуртова торгівля, транспорт та обладнання                | Гуртова торгівля, транспорт та обладнання                |                                                          | 21,1%                                                    | 21,1%                                                    |
| Природні ресурси, сільське господарство                  | Природні ресурси, сільське господарство                  |                                                          | 3,9%                                                     | 3,9%                                                     |
| Виробництво                                              | Виробництво                                              |                                                          | 3,9%                                                     | 3,9%                                                     |

## Клімат
Середня річна температура становить 5,8°C, середня максимальна – 23,8°C, а середня мінімальна – -14,7°C. Середня річна кількість опадів – 404 мм.
| Клімат поселення                              | Клімат поселення | Клімат поселення | Клімат поселення | Клімат поселення | Клімат поселення | Клімат поселення | Клімат поселення | Клімат поселення | Клімат поселення | Клімат поселення | Клімат поселення | Клімат поселення | Клімат поселення |
| Показник                                      | Січ.             | Лют.             | Бер.             | Квіт.            | Трав.            | Черв.            | Лип.             | Серп.            | Вер.             | Жовт.            | Лист.            | Груд.            |                  |
| Середній максимум, °C                         | −0,96            | 2,32             | 7,07             | 13,14            | 18,50            | 22,38            | 23,80            | 23,64            | 18,61            | 13,12            | 4,72             | −0,17            |                  |
| Середня температура, °C                       | −7,84            | −4,58            | 0,16             | 6,26             | 11,61            | 15,49            | 17,89            | 17,74            | 12,70            | 7,24             | −1,2             | −6,08            |                  |
| Середній мінімум, °C                          | −14,74           | −11,46           | −6,72            | −0,62            | 4,71             | 8,59             | 11,96            | 11,82            | 6,79             | 1,32             | −7,1             | −12              |                  |
| Норма опадів, мм                              | 18               | 14               | 23               | 33               | 57               | 82               | 41               | 43               | 38               | 21               | 17               | 17               |                  |
| Середньомісячна швидкість вітру, м/с          | 4.80             | 4.50             | 4.70             | 4.80             | 4.60             | 4.20             | 3.70             | 3.60             | 4.00             | 4.60             | 4.90             | 4.86             |                  |
| Середньомісячна сонячна радіація, кДж/м²·день | 4514             | 8066             | 13235            | 17320            | 20996            | 22256            | 23806            | 20433            | 14674            | 8935             | 4826             | 3633             |                  |
| --------------------------------------------- | ---------------- | ---------------- | ---------------- | ---------------- | ---------------- | ---------------- | ---------------- | ---------------- | ---------------- | ---------------- | ---------------- | ---------------- | ---------------- |
| Джерело:                                      |                  |                  |                  |                  |                  |                  |                  |                  |                  |                  |                  |                  |                  |